# Flanderské hrabství
Flanderské hrabství (nizozemsky Graafschap Vlaanderen, západovlámsky Groafschap Vloandern, francouzsky Comté de Flandre, latinsky Comitatus Flandriae, pikardsky Comté d'Flande), zkráceně Flandry, byl politický útvar na západě dnešní Belgie, který byl původně markrabstvím. Jeho hlavním městem byly převážně Bruggy. Roku 1797 bylo anektováno Francouzskou republikou.

## Geografie

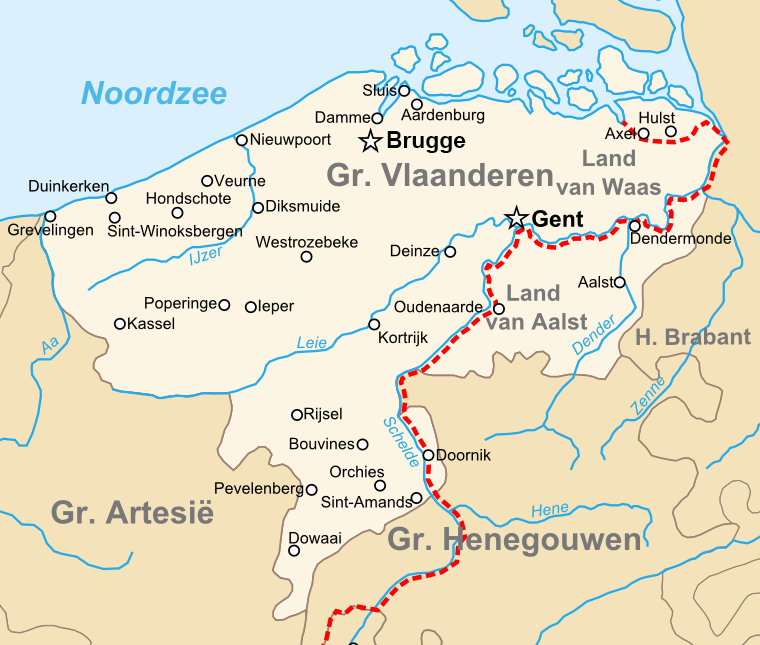
Flandry v pozdním 14. století

Flanderské hrabství patří k hrabstvím historického Nizozemí. Nacházelo se jihozápadě moderního Nizozemska (Zeelandské Flandry) a na severu dnešní Francie, jižní část někdejších Flander se později stala jednou z francouzských provincií. Název „Flandry“ (lat. Flandria) se původně vztahoval jen na okolí města Bruggy.

## Historie

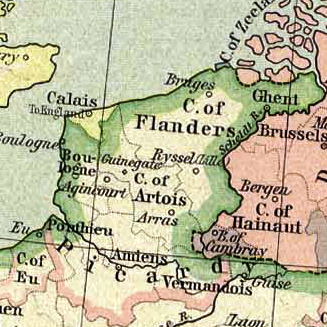
Historická mapa hrabství flanderského a Calaisis (1477)

Prvním historicky doloženým hrabětem byl Balduin (první zmínka o něm je z roku 862), který vládl nad jedním z flanderských krajů (není známo kterého), dokázal zvítězit nad vikingy a ze svých držav postupně vybudovat jedno z největších panství západofranské říše. Jeho úspěchy mu přinesly přídomek Železná paže. Od roku 1384 byly Flandry součástí Burgundského Nizozemí a do roku 1477 byla část hrabství západně od Šeldy pod suzerenitou Francie a nazývána „Královské Flandry“ (nizozemsky Kroon-Vlaanderen, francouzsky Flandre royale), zatímco oblast východně od řeky byla získána až v 11. století, byla lénem Svaté říše římské a nazývána „Říšské Flandry“ (nizozemsky Rijks-Vlaanderen, francouzsky Flandre impériale). Hrabě flanderský býval pairem.

## Symbolika

znak, vlajka:
Flanderská dynastie (nejstarší znak Flander)
Alsaská dynastie a Dampierrové
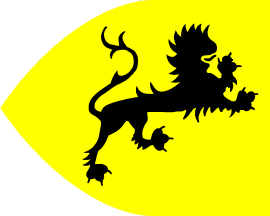
prapor v Knize všech království